# ホセ・マヌエル・アルバレス
ホセ・マヌエル・アルバレス・ブエノ（スペイン語: José Manuel Albares Bueno、1972年 - ）は、スペイン・マドリード出身の外交官。2020年2月5日から2021年7月12日までフランス大使を、2020年5月13日から2021年7月12日までモナコ大使を務めた。2021年7月12日から第2次サンチェス内閣の外務・欧州連合・協力大臣（外相）を務めている。

## 経歴
1972年にマドリードに生まれ、ウセラ区のつつましやかな家庭に育った。ビルバオのデウスト大学で法学の修士号を取得し、経営学の学位も取得している。
2014年7月にペドロ・サンチェスがスペイン社会労働党書記長（党首）に就任すると、アルバレスはサンチェスの顧問を務めた。
2018年6月にサンチェスがスペイン首相に就任すると、6月21日には内閣府の次官として国際問題、欧州連合、G20、国際安全保障などの担当に任命された。
2020年2月にはフランス大使に任命され、2020年5月にはモナコ大使にも任命された。この際に内閣府の担当を離れた。
2021年7月には第2次サンチェス内閣の内閣改造が行われ、7月12日にはアランチャ・ゴンサレス・ラヤの後任として外務・欧州連合・協力外務大臣（外務大臣）に任命された。